# Klaus Rehda
Klaus Rehda (* 10. Juli 1957 in Berlin) ist ein deutscher Ministerialbeamter. Er war von 2016 bis 2021 Staatssekretär im Ministerium für Umwelt, Landwirtschaft und Energie des Landes Sachsen-Anhalt.

## Biografie
Klaus Rehda absolvierte von 1975 bis 1977 zunächst eine Ausbildung zum Stahlwerker bei dem Stahl- und Walzwerk Hennigsdorf. Danach ging er von 1980 bis 1985 einem Studium der Geophysik an der Bergakademie Freiberg nach.
In der DDR arbeitete er von 1985 bis 1990 im Volkseigenen Betrieb Bohrlochmessung Gommern in der Erdgasförderung. Er trat 1990 in den Dienst der Landesverwaltung von Sachsen-Anhalt. Zunächst war er bis 1991 als Amtsleiter in der Verwaltung des Landkreises Zerbst tätig. Danach war er von 1991 bis 1995 Dezernatsleiter im Regierungspräsidium Dessau. Von 1995 bis 2008 war er im Bereich Abfall, Altlasten und Wasser im Umweltministerium des Landes Sachsen-Anhalt tätig. Daneben war er von 2005 bis 2007 Berater der Europäischen Kommission beim Aufbau und der Stärkung der regionalen Umweltbehörden in Bukarest. Von 2008 bis 2016 leitete er als Präsident das Landesamt für Umweltschutz Sachsen-Anhalt.

## Politik
Rehda gehört seit 1990 Bündnis 90/Die Grünen an. Von 1999 bis 2004 war er Mitglied des Kreistages des Landkreises Anhalt-Zerbst. Von 2015 bis 2019 hatte er ein Mandat im Stadtrat von Möckern inne. Bei den Kommunalwahlen in Sachsen-Anhalt 2019 bewarb er sich erneut um ein Stadtratsmandat, wurde jedoch nicht gewählt. Im Kabinett Haseloff II amtierte er von April 2016 bis September 2021 als Staatssekretär und Amtschef im Ministerium für Umwelt, Landwirtschaft und Energie.